# ルーラス
ルーラス（イタリア語: Luras）は、イタリア共和国サルデーニャ自治州サッサリ県にある、人口約2,500人の基礎自治体（コムーネ）。

## 地理

### 位置・広がり

#### 隣接コムーネ
隣接するコムーネは以下の通り。
- アルツァケーナ
- カランジャーヌス
- ルオゴサント
- サンタントーニオ・ディ・ガッルーラ
- テンピオ・パウザーニア